# 새로운 자유 정신 보건 위원회
새로운 자유 정신 보건 위원회는 2002년 4월 29일에 행정명령 13263에 의해 조지 W 부시 미연방 대통령에 의해 만들어졌는데 연방 정신 보건 서비스 전달 체계에 대한 포괄적 연구를 수행하기 위해서 그리고 그것의 발견에 기반한 제안을 하기 위해서 말이다.
그 위원회는 그의 노력의 하나로 홍보되어 왔는데 미국 장애인에 대한 불평등을 없애는 노력 말이다.
그 계획에 대한 반대자들은 그 위원회의 동기를 의문시했는데, 부분 시민 자유권 관점에서 그랬는데, 그 계획에 대한 선전은 의약품 산업을 위한, 살며시 가려진 다른 말에 지나지 않는다고 주장했는데, 그 계획이, 그것의 이윤 추구로, 너무 욕심이 많아서 정신 불안정 치료 시도를 촉발할 수 없다고 주장했다.
몇몇 지지자들은 그것의 목적은 미국 시민에 대한 화학적 행동 통제를 촉발하는 것이라고 주장했다.
하지만, 어떠한 위원회 제안들도 특별히 증가된 약물 사용을 요구하지 않았고 정신 불안정 치료에 대한 더 면밀한 조사를 위원회는 요구했는데 수개월 전에 식품의약부(에프디에이)는 증가된 자살률 사례들의 발생으로 이 절차를 거치기 시작했는데, 특히 약물 사용의 첫 달 동안에 말이다.

## 같이 보기
- 반정신의학
- 정신약리학
- 심리요법